# Гранд Хотел (ТВ серија из 2019)
Гранд Хотел је америчка мистериозна драмска телевизијска серија коју је развио Брајан Танен, а заснована је на шпанској ТВ серији Гранд Хотел (2011) коју су креирали Рамон Кампос и Гема Р. Неира. Серија је премијерно приказана 17. јуна 2019. године на Еј-Би-Сију; звезде су Демијан Бичир, Розлин Санчез, Денисе Тонтз, Брајан Крејг, Венди Ракел Робинсон, Линкол Јунес, Ен Винтерс, Фелиз Рамирез и Џастина Адорно. Извршни продуценти серије Гранд Хотел су: Рамон Кампос, Тереза Фернандез-Валдес, Боб Дејли, Бил Д’Елија, Ева Лонгорија, Бен Спектор и Танен. Ева Лонгорија се такође појављује у серији у понављајућој улози. Гранд Хотел је отказан у октобру 2019. године, након једне сезоне.

## Простор
Смештен у хотелу Ривијера Гранд, последњем породичном хотелу у Мајами Бичу, Гранд Хотел прати власника Сантијага Мендозу, његову гламурозну другу супругу Ђиђи и њихову одраслу децу, као и особље Ривијере.

## Улоге и ликови

### Главни:
- Демијан Бичир као Сантиаго Мендоза, глава породице Мендоза и власник хотела Гранд Ривијера, који је наследио од своје покојне супруге Беатриз. Он је Хавијев, Алисијин и Џејсонов отац и Каролинин и Џолин очух
- Розлин Санчез као Ђиђи Мендоза, Сантиагова друга супруга која је уједно и Беатрисина најбоља пријатељица. Она је Каролинина и Џолинина мајка, а Хавијева, Алисијина и Џејсонова маћеха
- Денисе Тонтз као Алисија Мендоза, Сантиагова ћерка која је недавно дипломирала на МБА факултету хотелске администрације на Универзитету Корнел и ушла да помогне свом оцу да управља хотелом
- Брајан Крејг као Хави Мендоза, Сантиагив син инвалид, плејбоја, који жели да има већу одговорност

- Венди Ракел Робинсон као Хелен "Госпођа П" Паркер, шефица особља Ривијере
- Линкол Јунес као Дени, недавно унајмљени конобар на Ривијери који истражује нестанак своје сестре Скај, која је радила у хотелу
- Шалим Ортиз као Матео, менаџер хотела и Сантиагова десна рука која тајно ради за кредиторе хотела
- Ен Винтерс као Ингрид, трудна чистачица на Ривијери
- Крис Ворен као Џејсон Паркер, син госпође П за кога се касније открива да је био Сантиагов биолошки син. Такође, на Ривијери ради и као конобар
- Фелиз Рамирез као Каролина, Ђиђина ћерка опседнута собом и својим жељама и Џолина сестра близнакиња
- Џастина Адорно као Џоли, Ђиђина ћерка и Каролинина сестра близнакиња

### Понавља се:
- Ариел Кебел као Скај Гарибалди, главна куварица у хотелу Ривијера Гранд која је мистериозно нестала током урагана; подразумева се да она зна нешто непријатно о Сантиаговој прошлости. Скај је такође била Џолина тајна девојка пре њеног нестанка
- Ђенкарлос Канела као Ел Реј, самопроглашени "краљ Мајамија" и познати репер кога је Алисија ангажовала да помогне у привлачењу нових послова у хотелу
- Џон Маршал Џоунс као Малком Паркер, супруг госпође П и Џејсонов отац који је такође шеф одржавања и постројења на Ривијери; дијагностикован му је рак плућа, после колапса
- Мет Шајвли као Нелсон, вратар у хотелу који покушава уцењивати Матеа због Скајиног нестанка и налети на удар камиона, тада га Матео убија у болници како би прикрио своју тајну
- Сабрина Текидор као Мариса, масерка на Ривијери која почиње тајну романтичну везу са Џоли
- Елизабет Маклохлин као Хедер, Денијева дугогодишња девојка
- Стефани Шерк као др. Соња Грант, докторка хотела у хотелу Ривијера Гранд
- Адријан Пасдар као Феликс, Ђиђин бивши супруг и отац Каролини и Џоли, који се тренутно скрива након преваре безбројних инвеститора, укључујући Сантиага, из њихове животне уштеђевине
- Кристина Видал као детектив Ајала, детективка која истражује нестанак Скај и појављује се да помогне Денију

### Гости:
- Кен Кирби као Бирон, Каролинин вереник и син кинеске породице купује хотел; распродаја и венчање пропадају након што Бирон сазна да га је Каролина варала са Ел Рејом ("Pilot", "Art of Darkness", "Dear Santiago")
- Ева Лонгорија као Беатриз Мендоза, покојна супруга Сантиага и мајка Алисије и Хевија, чија породица генерацијама поседује Гранд Хотел Ривијера ("Curveball", "Art of Darkness", "Dear Santiago")
- Ричард Бурђи као Мишел Фин, арогантни власник Фин Хотел Група и примарни конкурент Сантиага ("Love Thy Neighbor", "Where the Sun Don't Shine")
- Фреди Строма као Оливер, бивши Алисијин друг из разреда који ради за Фина као менаџер хотела ("Love Thy Neighbor", "Where the Sun Don't Shine")
- Кати Сагал као Тереза Вилиамс, шефица синдиката за злочине којима Сантиаго дугује новац ("Groom Service", "Suite Little Lies", "Art of Darkness")
- Каси Шербо као Ванеса, професионална навијачица са којом Џејсон улази у романтичну везу ("Suite Little Lies", "Art of Darkness", "A Perfect Storm")
- Џесалин Гилсиг kao Роксана, Ингридина мама која се дружила са Хавијем (“A Perfect Storm”)

## Епизоде
| Број: | Наслов                          | Режирао         | Написао          | Датум емитовања   | Прегледи (милиони) |
| --- | ------------------------------- | --------------- | ---------------- | ----------------- | ------------------ |
| 1 | "Pilot"                         | Кен Олин        | Брајан Танен     | 17. Јун 2019      | 3.69               |
| Током урагана, шефица кухиње Скај хотела Ривијера Гранд Хотел је отета након свађе са Ђиђи. Месец дана касније, Ђиђи и њен супруг Сантиаго откривају да продају хотел кинеским инвеститорима, узнемирујући Сантиагову децу Алисију и Хавија. Нови конобар Дени започиње обуку код Џејсона, сина директорке хотелског особља Хелен Паркер. Касније те вечери, Дени разговара с Алисијом, а она добија идеју да пресели славног репера Ел Реја како би привукла нове купце. Међутим, она га ухвати како вара са својом вереном сестром, Каролином. Ђиђи покушава купити Алисију, због чега Алисија открива Каролинину везу са својим вереником. Напада Ел Реја, али Дени разбија свађу, а Џоли је љута јер јој се Ел Реј заправо више допадао него Каролини. Директор хотела Матео сазнаје да је трудна Ингрид, собарица, и инсистира на побачају. Ингрид лаже Хавија да је дете његово, јер заборавља многе жене с којима спава. Дени признаје да је измислио свој животопис, али Хелен му дозвољава да остане након што импресионира Сантиага. Ел Реј пристаје на план Алисије, док Дени, који скрива идентитет да је Скајин брат, тајно истражује њен нестанак. Сантиаго се састаје са Матеом и подсећа га да дугује новац Матеовом стварном послодавцу.                                               |                                 |                 |                  |                   |                    |
| 2 | "Smokeshow"                     | Рон Андервуд    | Брајан Танен     | 24. Јун 2019      | 3.16               |
| Дени покушава приступити Скајином ормарићу, али Хелен га је прво испразнила. Алисија предлаже свој план Сантиагу, који у почетку жели да Ел Реј оде. Матео му је потребан ради продужења зајма, тако да Сантиаго одобрава Алисијину идеју. Хелен отпушта Ингрид након што је ухватила да спава на послу, па Ингрид моли Хевија за помоћ. Матео то сазнаје и суочава се са Ингрид. Ђиђи објашњава Каролини да не чини своју сестру невидљивом, па Каролина упознаје Ел Реја са Џоли. На постављању позорнице, прекомерно запосленој Алисији помаже Дени, који користи прилику да јој украде личну карту. Током емисије Дени добија ствари од Скај, проналазећи кључ и исечке вести о смрти Беатриз Мендозе. Ел Реј случајно је подметнуо пожар. Ватра одвраћа Алисију, све док Сантиаго није изразио колико су се добро спојили док су планирали. Ђиђи врти наратив да објави резиденцију Ел Реја, подстичући повећане резервације. Ухваћен како њушка, Дени објашњава Џејсону о Скај, тражећи помоћ. Дени „проналази“ Алисијину кључерску картицу и враћа је. Џоли покушава опростити Каролини, али Каролина је превише фокусирана на Денија на породичној вечери. Сантиаго чини Ђиђи ВП из односа с јавношћу и плаћа Матеу, који касније открије да је Скајина ознака достављена у његову канцеларију. |                                 |                 |                  |                   |                    |
| 3 | "Curveball"                     | Ева Лонгорија   | Боб Дејли        | 1.Јул 2019        | 2.96               |
| Откривши да Ингрид вози Скајин аутомобил, Дени сазнаје да су оне биле цимерке. Хеви покушава да обезбеди новог обећавајућег клијента за хотел, који игра на Сантиагову кривицу за Хевијеву несрећу. Бесна на Алисијеве прекомерне трошкове како би задовољила сваку ћуд Ел Реја, Ђиђи инсистира да одобри било какве нове трошкове. Матео добија уцењивачко писмо у коме је потребно 200.000 долара и примети мистериозног човека испред своје канцеларије. Ђиђи суспендује Алицију због тога што ју је преварио и одузима погодности Ел Реја. Џејсон и Дени проналазе Скијину кредитну картицу у Ингридиној торбици, а она признаје да је све Скајине ствари држала подаље од сентименталности. Матео се суочава са уцењивачем, који је заправо геј који жели да га предложи. Хеви слети клијенте, али када их Сантиаго чује како се руга Хевију, он их избацује. Дени нерадо одводи пијану Каролину у хотел, а Алисија мисли да су спавали заједно. Ел Реј прети да ће отићи, па Ђиђи и Алисија доводе његову мајку у хотел како би га стидили да се понаша. Хеви каже Сантиагу да ће бити отац. Хелен подсећа Ђиђи да Алисија никада не сме знати истину о својој мајци. |                                 |                 |                  |                   |                    |
| 4 | "The Big Sickout"               | Бил Д'елија     | Крист Кел        | 8.Јул 2019        | 2.77               |
| Хеви узима посао са хотелским садржајима да подржи Ингрид. Сантијаго смањује годишње бонусе за плаћање Матеоовом уцењивачу, покрећући муку која хотел урања у хаос. Алисија, Џоли, Матео и Каролина раде на послу, а преостало особље добија двоструку смену. Алисија прекида ствари с Денијем преко Каролине, али преиспитују га након што су га превидели одбацују Каролинин напредак. Алисија и Дени се љубе. Ђиђи забавља свог старог пријатеља Виктора, уредника часописа за који се нада да ће Ривијеру ставити на насловницу часописа. Виктор открива да је Ђиђијев одбегли бивши супруг, Феликс, затражио да буде повезан с њом после десет година у бекству. Џоли упознаје Марису, масерку која говори Џоли да је прелепа и пита је за излазак. Ђиђи каже Виктору да не жели видети Феликса. Кад се Малком сруши од дехидрације, Хелен и Џејсон укључе Сантиаго и придруже се болеснима. Како би се Хелен вратила, Сантиаго признаје истину о томе зашто је смањио бонусе и они склапају мир са штрајкачима. Виктор одлази код Каролине иза Ђиђиних леђа. Дени проналази растргано писмо уцењивања у Матеовом смећу, а касније позива своју дјевојку кући. |                                 |                 |                  |                   |                    |
| 5 | "You've Got Blackmail"          | Марисол Адлер   | Дава Авена       | 15.Јул 2019       | 2.90               |
| Сантиаго и Ђиђи сазнају да је Ингрид жена са којом ће Хеви имати дете. Мариса се плаши да остане без посла кад јој неко пријави да има аферу у бањи. Испрва не желећи да учини Џоли услугу због одустајања од истраге Марисе, Алисија се одриче када Џоли призна да је романтично уплетена са Марисом. Матео је Денију достављао новац за уцењивање са уређајем за праћење, а оба мушкарца самостално сазнају да је уцењивач Нелсон, кога прегази камион док покушава побећи од Матеа. Сантиаго позива Ингрид на вечеру, али она и Хеви излазе напоље када Сантиаго инсистира на томе да уради тест очинства. Ингрид и Хеви имају односе у оближњој соби. Након тога Сантиаго се одриче и пристаје да смести Ингрид у хотел уз празан чек за трошкове. Дени каже повређеној Алисији да му је живот превише компликован за везу с њом. Каролина каже Ђиђи да верује да Ингрид и Матео имају прошлост. Откривено је да је Џоли излазила са Скај пре њеног нестанка. Да би ућуткао Нелсона, Матео се побрине да остане у болници. |                                 |                 |                  |                   |                    |
| 6 | "Love Thy Neighbor"             | Арлин Санфорд   | Џефри Нофтс      | 22.Јул 2019       | 2.73               |
| Бучне обнове у суседном хотелу Фин прети Сантиагу и Алисији на плановима за годишњу добротворну свечаност на Ривијери. Мариса проналази Џолине фотографије и писма од Скај у својој спаваћој соби. Хелен се одлучила за посао код Фина, који обећава већу плату и боље осигурање осигурања. Сантиаго разговара са грађевинским радницима на Фину и сазнаје да су илегалне „пречице“ предузете да би испоштовале рокове. Алисија узима Оливера, Финовог помоћника менаџера и њеног пријатеља из Корнела, као њен датум за гала. Ђиђи тајно води тест очинства и сазнаје да је Матео отац Ингридине бебе. Ингрид је присиљена да каже разбијеном Хевију да није отац. Џејсон и Дени се суочавају с Џоли због њене везе са Скај. Признаје да је у вези са Скај, али се куне да ништа није знала о њеном нестанку. Сантиаго се зауставља градњом и саветује се са Хеленом, која иде у тајни положај код Фина да заштити Мендозе. Дени раскида са својом девојком да прогони Алисију, само да је види како љуби Оливера. Џоли плеше с Марисом на гала вечери, излазећи као геј мајци и сестри. |                                 |                 |                  |                   |                    |
| 7 | "Where the Sun Don't Shine"     | Давид Гросман   | Сара Саеди       | 29.Јул            | 2.95               |
| Хелен покушава саботирати хотел Фин, ангажујући инфериорне продавце и особље, али одустаје када Михаел Фин, власник хотела, направи нежељени сексуални напредак. Финци намамљују громогласне забаве на Ривијери са бесплатним алкохолом, али Сантиаго се освећује постављањем билборда Ел Реј који блокира сунце из базена Фина. Ђиђи се извињава због своје хладне реакције на то што је Џоли изашла, али њен покушај да изглади ствари приређивањем "забаве која излази" за ћерку само погоршава ствари. Каролина каже Џоли да зна како контактирати њиховог оца. Породица брине за Хевија који се утапа у својој алкохолности и женама. Дени чује како Оливер кује планину против Ривијере, и упозорава Алисију, која тражи да остане сама. Прекасно схвата да је Михаел украо Ел Реја са Ривијере и раскинуо је са Оливером због његове дволичности. Љути Сантиаго прихвата Матеову понуду да његови људи "воде рачуна" о његовим проблемима са Финцем. Ел Реј се забавља на балкону код Фина када се сруши и падне на Ингрид и Хевија. |                                 |                 |                  |                   |                    |
| 8 | "Long Night's Journey Into Day" | Елен С. Пресман | Ники Рена        | 5. август         | 2.53               |
| Ингрид и Хеви преживљавају, али тестови у болници откривају породици да Хеви користи таблете против болова. Откривши да Скај продаје таблете за додатни новац, Дени од запосленог у хотелу сазнаје да је њен главни купац Хеви можда имао неке везе са њеним нестанком. Ингрид због стреса губи бебу, зближавајући њу и Матеу. Хеви се опире одласку на рехабилитацију све док Сантиаго не призна кривицу због несреће која је узела Хевију ногу. Ингрид шокираном Џејсону признала да је намерно завела Хевија у вези са трудноћом. Такође говори Џејсону да је била читава ноћ урагана с неухрањеним Хевијем, што га очисти од било какве умешаности у Скајин нестанак. Ђиђи сазнаје потпуну истину о финансијским проблемима Сантиага од Хелен, која је случајно појела колачиће марихуане. Џоли и Каролина проналазе Феликса који их вара у веровању да је у бијегу од ФБИ-а. Сагласни су да га сакрију у хотелу. Схвативши да га је због емоција према Алисији постало преплављено, Дени је пољуби и они заједно спавају. |                                 |                 |                  |                   |                    |
| 9 | "Groom Service"                 | Елоди Кин       | Деста Тидорс Реф | 12. август 2019   | 2.38               |
| Алисија је спремна да својој породици исприча о Денију, али жели да њихов однос остане скривен како би спречио било кога да погледа његов прави идентитет. Џејсон је несрећан када Хелен позове Ингрид да остане код породице, али он јој на крају омекша. Сантиаго тражи Терезу, Матеовог мистериозног надређеног који је позајмио Сантиагу новац. Она узвраћа његовом захтеву да се извуче из њиховог договора и бесна је због његове посете и Матетеове симпатије према Сантиагу. Полицијски детективи који су радили на случају Скај су на Ривијери како би истражили несрећу на Фину, а Дени их покушава избећи. Један од детектива платио је Матео да прекине истрагу о Небу, а други препозна Денија и пристаје да сарађује с њим како би открио шта се догодило са Скај. Џоли и Каролина заседају Ђиђи с Феликсом, који својој бившој супрузи говори да је Сантиаго особа која га је пријавила ФБИ-у. Терезин минион Томас победи Матеа и гурне га низ степенице. Дени и Алисија откривају свој однос са породицом, баш као што и Денијева бивша девојка Хедер долази у хотел. |                                 |                 |                  |                   |                    |
| 10 | "Suite Little Lies"             | Џон Терлески    | Дени Фернандес   | 19. август 2019   | 2.39               |
| Дени је запањен кад је нашао Хедер у хотелу, желећи да га врати. Алисија се спријатељи са Хедер, која није свесна ко је, али је прилично узнемирена када открије да је Дени лагао да је сам. Сантиаго открива да је Феликс у хотелу и бесан је што га је Ђиђи сакрила. Тереза нуди да опрости Сантиагов дуг ако им он преда Феликса. Сантиаго упозорава Феликса да изађе из града, али Феликс га води у свађу претећи да је Сантиаго убио Беатриз. Након што га Сантиаго удари, Феликс га користи да тврди Ђиђи колико је нестабилан. Након разних вратоломија, Хеви убеди Џејсона да се дружи са навијачем који је део свадбене забаве. Ингрид и Хеви одлуче да се држе даље, док Матео (желећи да је чува) такође инсистира да се Ингрид држи даље од њега. Дени показује свом полицијском савезнику фотографију Терезе коју препознаје као шефицу злочина. Ђиђи помаже Феликсу да побегне из хотела. Тереза каже Сантиагу да жели остати тамо у својој канцеларији. Мариса признала Џоли да је илегални странац. Дени се напокон открива Алисији због тога што је Скајин брат и зашто је тамо, а она га отпушта. |                                 |                 |                  |                   |                    |
| 11 | "Art of Darkness"               | Никол Рубио     | Боб Дејли        | 26. август 2019   | 2.48               |
| Пошто Алисија не може објаснити зашто жели да Дени буде отпуштен, Хелен му дозвољава да остане. Алисија јасно даје до знања да не опрашта Денију што ју је лагао. Феликс доводи Ђиђи у огромну кућу док открива да му је скривено 50 милиона на рачуну у њено име. Ђиђи дрогира Феликса, узимајући шифру да очисти рачун. Сантиаго суди Бирону као пословном партнеру, Бирон се слаже под условом да се Каролина извини. Кад Каролина дође до тога, заједно спавају. Ингрид је испрва љубоморна на Џејсонов нови однос са Ванесом, али схвата да је Џејсону боље без ње. Сантиаго и Ђиђи нуде новац Терези како би отплатила дуг, али јој је јасно да ће и даље користити хотел за забаву. Хеви и Алисија пронашли су скривену собу у којој су Беатриз боравили. Сантиаго и Ђиђи схватају да је „уметничка изложба“ насловница за Терезу која продаје жене лицитацијама. Дени носи жицу за полицајце који су одмах приредили забаву с Матеоом извукли Терезу и касније је убили. Џоли каже Ђиђи да су се она и Скај повезали у соби због чега је Ђиђи растргао нешто због чега је Скај сигурно нашла. |                                 |                 |                  |                   |                    |
| 12 | "Dear Santiago"                 | Барбара Браун   | Крист Кел        | 2. септембар 2019 | 2.24               |
| Каролина изненади све најављујући да су она и Бирон поново верени. Када Бирон тврди да је одсечен од породице, Каролина каже да не може да живи сиромашним животом, када би Бирон открио да га тестира и да га прекида. Матео открива да је Терезу убио у Сантиагу, али да ће и даље представљати своје послодавце. Хелен открива да се Малкомов рак проширио и на његов мозак. Она нуди одмор, али он трпи мождани удар, а Ингрид помаже Џејсону да се носи са искуством. Хеви и Алисија се суочавају са Сантиагом и Ђиђи са оним што знају како би признали истину: Беатриз је патила од биполарног поремећаја и Феликс их је преварио да даје сав новац. Коначно се убила с њима утишавајући то као срчани удар, а Ђиђи је такође сакрила своју самоубилачку поруку. Дени и Алисија проналазе поруку коју је Скај сакрила, а која открива стварни разлог зашто јој је Беатриз одузела живот: открила је да Хелен и Сантиаго имају једно вече пре него што је Џејсон био Сантиагов син. Матео прети Сантиагу снимком вечери урагана који Сантиаго посматра како види како крв мрљи Ђиђи како плаче у гаражи хотела. |                                 |                 |                  |                   |                    |
| 13 | "A Perfect Storm"               | Бил Д'елија     | Брајан Танен     | 9. септембар 2019 | 2.17               |
| И Сантиаго ће се сада наћи Ђиђине ћерке. Дени проналази Скајин телефон, проналазећи снимке Скај и Ђиђи прие него што су нестали, оптужујући Ђиђи. Дени се суочава са собом у закључаној соби, представљајући ноту. Сантиаго чује Ђиђијеве врискове, провале и напада Денија. Ђиђи их зауставља, признајући да није убила Скај. Сантиаго чита напомену и алудира на обојицу. Дени сазнаје од Ђиђи да је Малком чуо да говори о афери Сантиаго и случајно је убио Скај, ударајући је у одбрану Ђиђи. Дени га одбија пријавити из поштовања према Џејсону. Након Малкомове сахране, Сантиаго позива Џејсона на ручак и свађа се са госпођом П. око откривања његовог очинства. Такође, Дени и Алисија одлазе на плажу како би Дени могао да се помири са Скајином смрћу и њени осећаји за њега се врате, па се пољубе. Каролина каже Џоли да Феликс зна за вољу Сантиага и да је на путу. Ингрид открива да су се њена мајка и Хеви закачили. Матео је утеши, повеже и Матео одлази да направи "последњу грешку". Сантиаго зове да жели рећи Џејсону истину, гђа П. се противи. Инсистира на томе да лично разговарају, крећу се доле где светла не раде и врата су закључана. Невиђени појединац тада га упуца у груди и он се сруши.                                                                     |                                 |                 |                  |                   |                    |

## Производња

### Развој
21. новембра 2017. објављено је да АБЦ развија америчку адаптацију шпанске ТВ серије Гранд Хотел. Пилотски сценариој за Гранд Хотел био је написан од стране Брајана Танена, који је постављен као извршни продуцент заједно са Ева Лонгорија, Бен Спектор, Оливер Бахерт и Кристиан Гокел. Продукцијске компаније које су укључене у пилот пројекат укључују ABC Studios and UnveliEVAble Entertainment 2. фебруара 2018. објављено је да је АБЦ производњи дао пилотско наређење 23. фебруара 2018 објављено је да ће Кен Олин режирати пилот епизоду.
11. маја 2018. године објављено је да је АБЦ продукцији дао серијску наруџбину. Поред тога, објављено је да су се Рамон Кампос и Тереза Фернандез-Валдес, продуценти оригиналне шпанске серије, придружили серији као извршни продуценти. Неколико дана касније објављено је да ће серија бити премијерно представљена на пролеће 2019. године као замена за средину сезоне. 12. децембра 2018. године најављено је да ће серија бити одржана из средине сезоне, а уместо ње деби ће током летње сезоне са датумом премијере 17. јуна 2019. На распореду је требало да се емитује понедељком током 22 часа.
1. октобра 2019, Гранд Хотел је отказан након једне сезоне.

### Кастинг
У фебруару 2018. године објављено је да су се Розлин Санчез и Крис Ворен придружили главној улози пилота. У марту 2018. године објављено је да су Демијан Бичир, Венди Ракел Робинсон, Шалим Ортиз, Денисе Тонтз, Ен Винтерс, Брајан Крејг, Линколн Јунес, Фелиз Рамирез и Џастина Адорно глумили у главним улогама пилота. Септембра 2018. године објављено је да је Ева Лонгорија глумила гостујућу главну улогу и да ће се Ђенкарлос Канела појавити у понављајућем својству. 15. новембра 2018. године објављено је да су Џон Маршал Џоунс, Ричард Бурђи и Адријан Пасдар глумили у понављајућим улогама. Децембра 2018. године објављено је да су се Кати Сагал, Фреди Строма и Кен Кирби придружили главној улози у понављајућем својству.Аријел Кебел у серији се појавила као Скај.

### Снимање
Главна фотографија за пилота одржана је током треће недеље у марту 2018. године у хотелу Fontainebleau, у Мајами Бичу, Флорида. Након што је пилот сниман у Мајмију и АБЦ је покупио читав низ епизода, глумачка екипа и посада упутили су се у Лос Анђелес, Калифорнија, где је направљена мини реплика Fontainebleau. Спољни снимци који се приказују током целе сезоне и даље су прави Fontainebleau.

## Издање
15. маја 2018. објављен је први званични трејлер за серију. 20. децембра 2018. године објављена је фотографија из серије „први поглед“.

## Реакције

### Критични одговор
Када се ради о агрегацији прегледа Ротен Томејтоуз, серија има оцену одобравања од 74% са просечном оценом 7.01 / 10, на основу 19 прегледа. Критични консензус веб странице гласи: „Гранд Хотел је живахна летња сапуница, која окупља гламурозни скуп талента Латинк-а и пушта их да се одскачу једни од других у предивним суморним потезима издаје.“ На Метакритик-у, он има пондерисани просечни резултат од 60 до 100, засновано на 9 критичара, што указује на „мешовите или просечне критике“. 

### Оцене
| Број: | Наслов                          | Датум             | Оцена / дељење | Прегледи (милиони) | ДВР (18-49) | ДВР прегледи (милиони) | Укупно (18-49) | Укупно прегледа (милиони) |
| ----- | ------------------------------- | ----------------- | -------------- | ------------------ | ----------- | ---------------------- | -------------- | ------------------------- |
| 1     | "Pilot"                         | 17. јун 2019      | 0.7/3          | 3.69               | 0.3         | 1.84                   | 1.0            | 5.53                      |
| 2     | "Smokeshow"                     | 24. јун 2019      | 0.6/3          | 3.16               | 0.3         | 1.52                   | 0.9            | 4.67                      |
| 3     | "Curveball"                     | 1. јул 2019       | 0.6/3          | 2.96               | 0.3         | 1.47                   | 0.9            | 4.43                      |
| 4     | "The Big Sickout"               | 8. јул 2019       | 0.5/3          | 2.77               | 0.3         | 1.41                   | 0.8            | 4.18                      |
| 5     | "You've Got Blackmail"          | 15. јул 2019      | 0.6/3          | 2.90               | 0.3         | 1.52                   | 0.9            | 4.42                      |
| 6     | "Love Thy Neighbor"             | 22. јул 2019      | 0.5/3          | 2.73               | 0.3         | 1.41                   | 0.8            | 4.14                      |
| 7     | "Where the Sun Don't Shine"     | 29. јул 2019      | 0.6/3          | 2.95               | 0.3         | 1.40                   | 0.9            | 4.35                      |
| 8     | "Long Night's Journey Into Day" | 5. август 2019    | 0.5/3          | 2.53               | 0.3         | 1.41                   | 0.7            | 3.94                      |
| 9     | "Groom Service"                 | 12. август 2019   | 0.4/3          | 2.40               | 0.3         | 1.44                   | 0.7            | 3.84                      |
| 10    | "Suite Little Lies"             | 19. август 2019   | 0.4/3          | 2.39               | 0.3         | 1.41                   | 0.7            | 3.82                      |
| 11    | "Art of Darkness"               | 26. август 2019   | 0.5/3          | 2.48               | 0.3         | 1.54                   | 0.7            | 3.97                      |
| 12    | "Dear Santiago"                 | 2. септембар 2019 | 0.4/3          | 2.24               | 0.3         | 1.45                   | 0.6            | 3.54                      |
| 13    | "A Perfect Storm"               | 9. септембар 2019 | 0.4/3          | 2.17               | 0.3         | 1.58                   | 0.7            | 3.79                      |